# Quilmes (ville)
Pour les articles homonymes, voir Quilmes.
Quilmes est une ville de la province de Buenos Aires en Argentine. Située à 17 kilomètres de la capitale argentine, elle est la capitale du partido de Quilmes.

## Toponymie
En 1665 les indiens Kilmes, une communauté autochtone de l'actuelle province de Tucumán, furent déportés par les Espagnols. Ils ont atteint la côte de la province de Buenos Aires en 1666 et ont formé la première population au sud du Riachuelo : la Réduction de la Sainte Croix des Indiens Kilmes (hispanisé Quilmes). D'où le nom par lequel la ville est connue aujourd'hui.

## Histoire
Au cours de la deuxième fondation de Buenos Aires en 1580, Juan de Garay fait une répartition des terres parmi les 65 personnes qui l'accompagnaient. Le territoire où se trouve aujourd'hui Quilmes, a été livré à Pedro de Quirós . Avec l'arrivée des Indiens Kilmes en 1666, il est établi la première population dans la zone. La population non indigène a augmenté dans les années subséquentes.
Par décret, le 14 août 1812, le Premier Triumvirat déclare éteint la Réduction des Indiens Kilmes. Dans le même décret, Quilmes a été déclaré comme peuple libre. Ainsi, les Indiens sont égaux aux autres citoyens,.
En 1818, le géomètre Francisco Mesura a attiré le premier plan de la ville de Quilmes, qui prévaut à ce jour avec quelques variations.
En 1827, la première école primaire a été créé, et en 1828 la première église a été construite. Le chemin de fer est arrivé en 1872.
En 1880, Quilmes a couru en tant que candidat pour être la capitale de la province de Buenos Aires. Enfin, la ville de La Plata a été créé pour remplir ce rôle. Huit ans après, l'Allemand Otto Bemberg fondé à Paris la Brasserie Argentine Société Anonyme et a choisi la ville de Quilmes pour localiser leurs installations.
Le 2 août 1916, Quilmes est officiellement déclarée ville.
Par une ordonnance de 1937, il a été établi que la date de fondation est le 14 août 1666.

## Économie
La ville a donné son nom a une brasserie de Bière Cerveza Quilmes, créée en 1888 par l'homme d'affaires, financier et industriel allemand-argentin Otto Bemberg. Depuis, elle est devenue un symbole national, et représente 75 % de la part du marché de la bière en Argentine.
Quilmes a aussi quelques industries de verre et de textiles.

## Sports

### Football
Quilmes a les deux plus vieux club de football d'Argentine :
- Quilmes Atlético Club : fondé au XIXe siècle par Cannon J. T. Stevenson ;
- Club Atlético Argentino de Quilmes.

## Jumelages
- San Mauro Castelverde (Italie)
- Nanchang (Chine)

## Personnalités
- Julio Cesar Sanders (1897-1942) : pianiste, compositeur d'Adios muchachos né et mort à Quilmes
- Sergio Agüero: joueur de football.
- Lucas Ocampos: joueur de football, né à Quilmes le 11 juillet 1994
- Nora Cárpena : actrice
- Daniel Binelli : compositeur de tango.
- Eduardo Colombo (1929-2018), médecin, psychanalyste, théoricien anarchiste.
- Bebu Silvetti (1944-2003) : pianiste, compositeur
- Sergio Gabriel Martínez : boxeur champion du monde
- Horacio Elizondo (1963-) : arbitre de football célèbre pour avoir exclu Zinédine Zidane lors de la finale de la Coupe du monde de football de 2006